# پده (تربت حیدریه)
پده (تربت حیدریه)، روستایی از توابع بخش مرکزی شهرستان تربت حیدریه در استان خراسان رضوی ایران است.

## جمعیت
این روستا در دهستان بالا ولایت قرار دارد و براساس سرشماری مرکز آمار ایران در سال ۱۳۸۵، جمعیت آن زیر سه خانوار بوده‌است.